# Giovanni Battista Ceschi a Santa Croce
Giovanni Battista Ceschi a Santa Croce (Trente, 1827 - Rome, 24 januari 1905) was een Italiaanse edelman. In 1871 werd hij benoemd tot luitenant-grootmeester van de Orde van Malta. Acht jaar later herstelde paus Leo XIII het grootmeesterschap van de Orde en werd Santa Croce benoemd tot grootmeester. Hij was de eerste grootmeester in zeventig jaar. Onder zijn leiding begon de Orde met een reorganisatie in haar gelederen.